# Współistnienie ludzi i dinozaurów

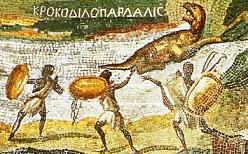
Fragment rzymskiej mozaiki z Palestriny (I w. p.n.e.), przedstawiający ludzi polujących na dużego gada (opisanego jako Krokodilopardalis), przez niektórych uznawanego za dinozaura

Współistnienie ludzi i dinozaurów – pseudonaukowe i pseudohistoryczne przekonanie, że nieptasie dinozaury i ludzie współistnieli kiedyś w przeszłości lub nadal współistnieją obecnie. Pogląd jest popularny wśród np. kreacjonistów młodej Ziemi.

## Definicja
Główny nurt nauki obecnie uważa, że wszystkie ptaki są dinozaurami, które wywodzą się od pierzastych teropodów. W tym szerokim i bardziej technicznym znaczeniu tego słowa, ludzkość współistnieje z dinozaurami od czasu pojawienia się na Ziemi pierwszych ludzi. Jednak w węższym i bardziej potocznym znaczeniu termin „dinozaur” odnosi się konkretnie do nieptasich dinozaurów, z których wszystkie wymarły podczas wymierania kredowego około 66 milionów lat temu. Natomiast rodzaj Homo pojawił się zaledwie około 3 milionów lat temu. Daje nam to okres dziesiątek milionów lat między ostatnimi dinozaurami a pierwszymi ludźmi.

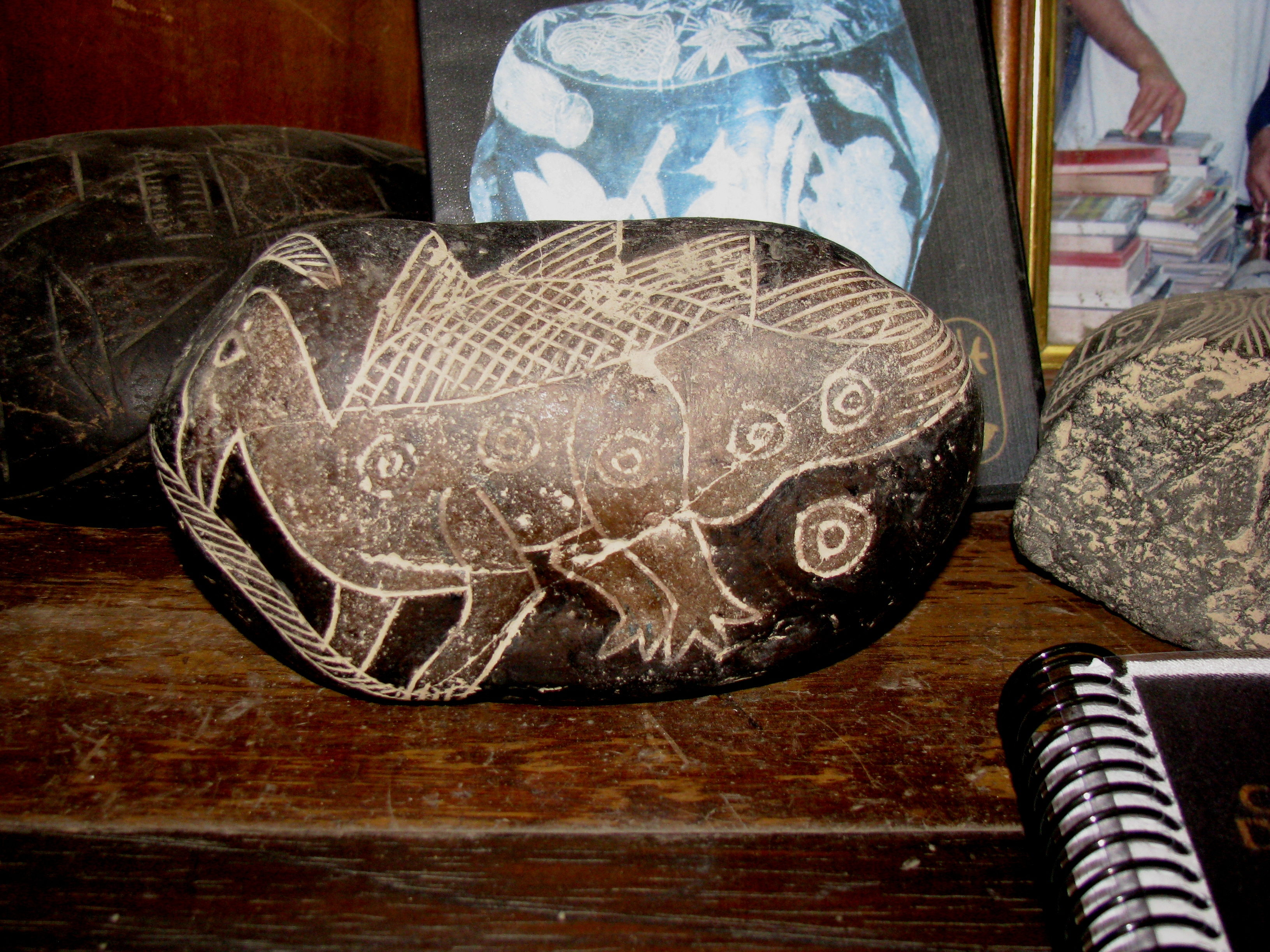
Kamienie z Ica, mające ukazywać rzekomą koegzystencję ludzi z dinozaurami, okazały się mistyfikacją

## Stworzenia mitologiczne
Niektórzy twierdzą, że mitologiczne istoty, takie jak smoki czy biblijny Behemot, to historyczne opisy dinozaurów.

## Mistyfikacje
Powstało kilka mistyfikacji, ukazujących rzekome historyczne przedstawienia dinozaurów. Przykładem tego mogą być kamienie Ica. Za podobne fałszerstwo uznano także figurki z Acámbaro.